# フライングスタート (放送)
放送におけるフライングスタートとは、テレビ番組やラジオ番組の定時放送の開始を毎正時（00分）や30分からといった丁度の時刻から放送開始するのではなく、それよりも数分程度早い時刻（54分や55分や29分など）から番組を開始することをいう。「またぎ編成」と呼ばれることもある。

## 概要・種類
そもそも、1時間あたりのCMの総数は変化しない（59分番組でも54分番組でもCM時間は同じで、番組内に入れるか番組間に入れるかの違いとなる）。その仕組みを利用し、前倒しを行う。前番組の終了直後にCMなどのステーションブレイクを挟まずすぐに次の番組を開始する編成（ステブレレス）も多く用いられる。放送局側の意見としては、「もともとが高視聴率の番組（のみ）において効果的」という見方も、中にはある。
日本テレビ系列『ザ!鉄腕!DASH!!』などの様に、新聞のテレビ欄では開始時刻が19:00（午後7:00）と表記されているのに対し、実際の開始時刻は18:59:30（午後6:59:30）と、30秒前から開始するケースも存在する（テレビ大分とテレビ宮崎を除く）。
また、54分から56分の時点で放送内容の紹介やオープニングトークを行うミニ番組扱いとして開始させ、00分に本編が始まる編成も行なわれている（TBSテレビ『もうすぐ（番組名）』など）。これは、ミニ番組や本編の放送枠自体がローカル枠（各局独自編成）であったりクロスネット局への配慮など様々な事情が影響している。
「番組開始時刻」ではなく「番組開始日」を繰り上げるケースもある。帯番組の新規開始において改編期の4月1日が3月の最終週、または10月1日が9月の最終週に含まれる年は、その週の月曜日から番組をスタートさせることがある。これもまた、帯番組特有のフライングスタートである。

## 歴史
日本においては、古くは1970年にスタートした青森放送『RABニュースレーダー』の午前6:58開始という事例がある。これは7:00から全国ニュースを内包する関係上、7:00ちょうどに番組を開始すると番組タイトルや出演者の挨拶がないまま全国ニュースを放送することになるため、当時7:00だったテレビ放送の放送開始時間を早めることで実現したものである。この編成は全国ニュースの内包を取りやめた1973年9月まで続いた。
1992年3月30日、日本テレビ制作の『ジパングあさ6』が開始。この番組は「6時ちょうどにニュースを読み出したい」という意向で5:59.30にスタートさせた。全国ネット番組におけるフライングスタートはこの番組がはしりともいわれる。

1994年4月、ゴールデンタイムで初めてフライングスタートを導入した『マジカル頭脳パワー』（木曜19:54スタート）を中心とする日本テレビ系列の番組が視聴率で好成績をあげたことから、その後、各放送局がこぞってフライングスタートを採用するようになったと言われている

アメリカ合衆国の放送番組では、日本で言う「ステーションブレイク」を放送せずにローカルニュースを開始する編成を行っており、実施した場合は番組表に記載されている時刻より早く放送を開始する。
一方で「『何曜何時の番組』と視聴者に認知してもらいたい」との意向で2017年秋の改編でTBSテレビがフライングスタート編成を取り止めるなど、正時スタート編成も戻す放送局も現れていたが、2022年以降TBSや日テレの一部の番組でフライングスタート編成が再開しつつある。
2020年10月から2021年9月までテレビ朝日系列の一部地域で、月曜日から金曜日に19時台の番組を18:45から放送を開始していた。20:00以降の番組は定時放送のため、19時台の放送時間は75分に拡大されたこととなる。しかし、45分スタートはテレビ朝日、岩手朝日テレビ、福島放送、北陸朝日放送、広島ホームテレビ、愛媛朝日テレビ、熊本朝日放送 、メ〜テレ（金曜日のみ）の8局しか実施しておらず、朝日放送テレビや九州朝日放送といった有力局は自社制作である夕方ワイド番組が好調のため、実施しなかった。放送圏域が関東地方（東京、神奈川、千葉、埼玉、茨城、栃木、群馬）と岩手、福島、石川、愛知、岐阜、三重、広島、愛媛、熊本の1都15県しかない。また、19:00あるいは19:04から本編を放送している多くの地域では未放送部分のダイジェストなどがなく、途中からの放送となっていた。2021年10月より月曜 - 木曜はフライングスタート廃止となり番組開始時間も19:00に戻された。なお、金曜に放送している『ザワつく!金曜日』のみ引き続きフライングスタートとなる。